# Svenska Diamantbergborrnings AB
Svenska Diamantbergborrnings Aktiebolaget bildades 12 mars 1886. Enligt bolagsordningen hade bolaget till uppgift att: efter anskaffandet af derför behöfliga maskiner och apparater verkställa borrningar för undersökning af jord- och berglager, grufvor och fyndigheter.

## Historia
Konstituerande bolagsstämma hölls i Stockholm 3 maj 1886. Största aktieposten innehades av Stora Kopparbergs Bergslags AB med 10 aktier. Det var två ingenjörer, Per Anton Crælius och G.A. Granström (1851-1941) som var bolagets initiativtagare. De hade vardera tecknat 4 aktier. Den första styrelsen bestod av brukspatron C.F. Berndes, ordförande och ingenjörerna Craelius och Granström. Suppleanter var I.H. Casseli och disponenten för Stora Kopparbergs Bergslags AB Erik Johan Ljungberg.
År 1894 utökades verksamheten till att även omfatta borrning av bergbrunnar, även med andra metoder än diamantborrning. Med tiden blev prospektering i utlandet företagets huvudverksamhet och före 1917 var Ryssland företagets viktigaste marknad. År 1912 bildades Skandinaviska Diamantbergborrnings AB till följd av en schism, men året därpå fusionerades bolagen, varvid Marcus Wallenberg blev huvudintressent. Bolaget deltog 1923 i bildandet av AB Elektrisk Malmletning (numera verksamt under namnet ABEM), vilket 1929 såldes till USA, men återköptes 1934. Utlandsverksamheten förstärktes genom detta förvärv, då man även blev intressent i Swedish American Prospecting Company i New York.
Svenska Diamantbergborrnings AB hade 1953 omkring 770 anställda vid huvudkontoret i Stockholm och verkstäderna i Mariehäll och Sundbyberg. Detta år hade företaget, utöver AB Elektrisk Malmletning,  även dotterbolagen Craelius East African Drilling Co. Ltd i Nairobi, SA Craelius i Paris, Craelius Co Ltd i London och SpA Craelius i Rom. År 1960 övertogs Svenska Diamantbergborrnings AB av Atlas Copco, som 1978 flyttade verksamheten till Märsta, där den ännu fortlever som Atlas Copco Craelius AB.